# 拉罗克布吕萨讷
拉罗克布吕萨讷（法語：La Roquebrussanne，法語發音：[la ʁɔkbʁysan]）是法国普罗旺斯-阿尔卑斯-蓝色海岸大区瓦尔省的一个市镇，属于布里尼奥勒区。

## 地理
拉罗克布吕萨讷（43°20'25"N, 5°58'35"E）面积37.05 平方千米，位于法国普罗旺斯-阿尔卑斯-蓝色海岸大区瓦尔省，该省份为法国东南部沿海省份，北起上普罗旺斯阿尔卑斯省，西北角与沃克吕兹省接壤，西接罗讷河口省，南濒地中海，东临滨海阿尔卑斯省。
与拉罗克布吕萨讷接壤的市镇（或旧市镇、城区）包括：布里尼奥勒、拉塞勒、加雷乌、马佐格、梅乌讷莱蒙里约、内乌勒、锡涅。

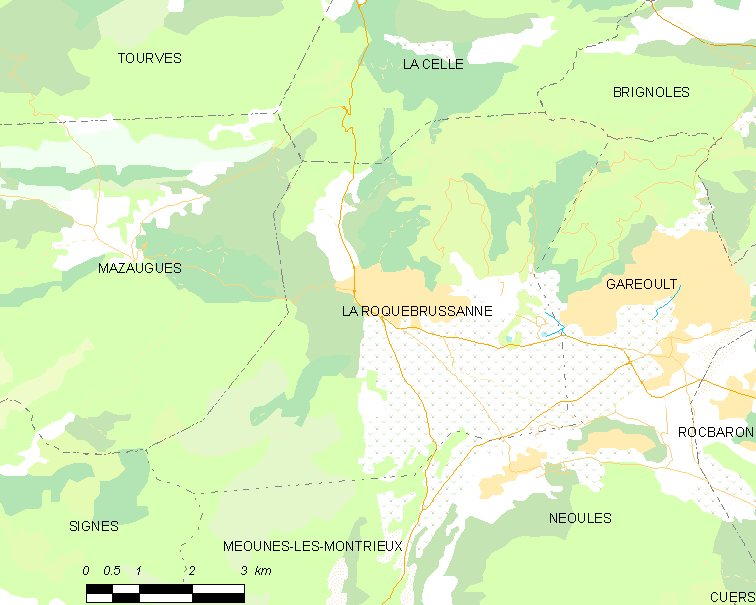
拉罗克布吕萨讷的OSM定位图

拉罗克布吕萨讷的时区为UTC+01:00、UTC+02:00（夏令时）。

## 行政
拉罗克布吕萨讷的邮政编码为83136，INSEE市镇编码为83108。

## 政治
拉罗克布吕萨讷所属的省级选区为加雷乌县。

## 人口

1962-2008年间拉罗克布吕萨讷人口变化图示

拉罗克布吕萨讷于2022年1月1日时的人口数量为2199人。